# Vaktbackar
Vaktbackar este o arie protejată (arie specială de conservare — SAC, sit de importanță comunitară — SCI) din Suedia întinsă pe o suprafață de 15,3 ha, integral pe uscat.

## Localizare
Centrul sitului Vaktbackar este situat la coordonatele 56°56′10″N 18°09′42″E / 56.9361°N 18.1616°E.

## Înființare
Situl Vaktbackar a fost declarat sit de importanță comunitară în decembrie 1995 pentru a proteja un număr necunoscut de specii din flora spontană și fauna sălbatică aflate în arealul zonei. Situl a fost protejat și ca arie specială de conservare în martie 2011.

## Biodiversitate
Situată în ecoregiunea boreală, aria protejată conține 1 habitat natural: Alvar nordic și șisturi calcaroase precambriene.
La baza desemnării sitului se află un număr nedeclarat de specii protejate.